# Gibson (Tennessee)
Gibson – miasto w Stanach Zjednoczonych, w stanie Tennessee, w hrabstwie Gibson.